# Groupe de Liller
Le groupe de Liller est un groupe de comètes ayant des orbites très similaires, probablement issues de la désintégration d'une même comète d'origine.

## Membres
Cinq comètes sont actuellement connues dans ce groupe :
- C/1988 A1 (Liller) ;
- C/1996 Q1 (Tabur)[1],[2] ;
- C/2015 F3 (SWAN) (en)[3],[4] ;
- C/2019 Y1 (ATLAS) (en) (= A10iMHA) ;
- C/2023 V5 (Leonard) (= C40DFE1)[5].